# Jacques Tourniaire

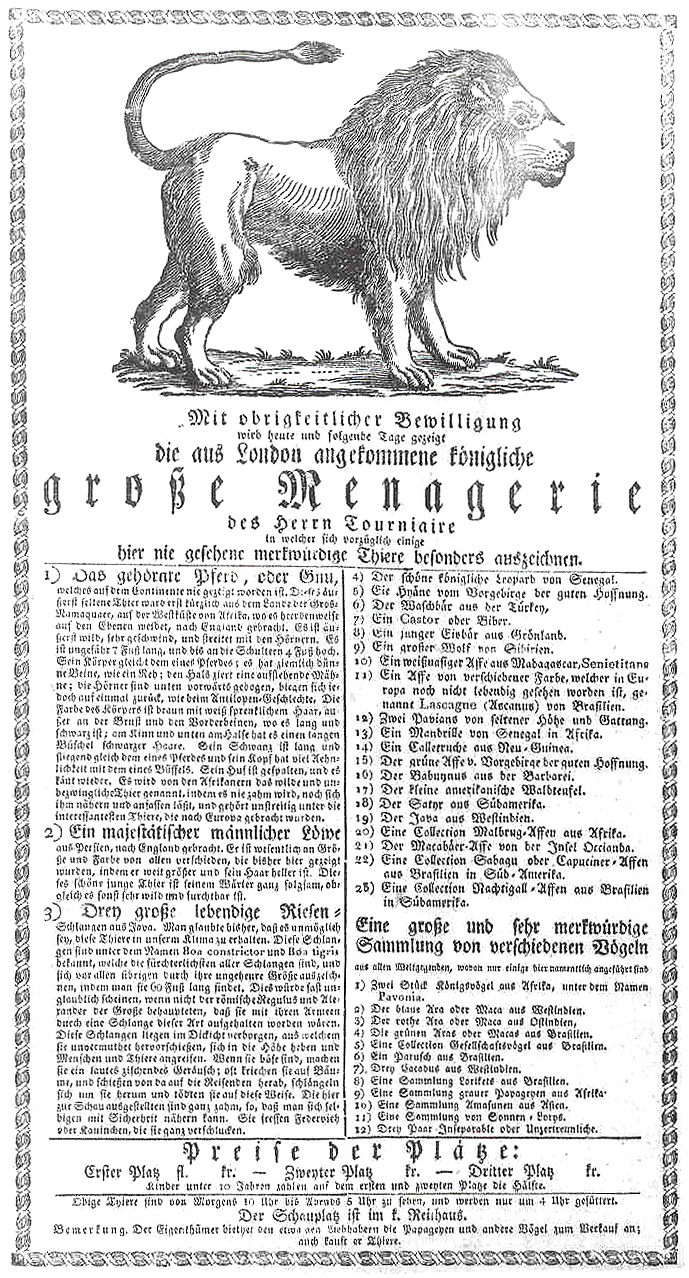
Menagerie des Herrn Tourniaire, Anschlagzettel von 1817

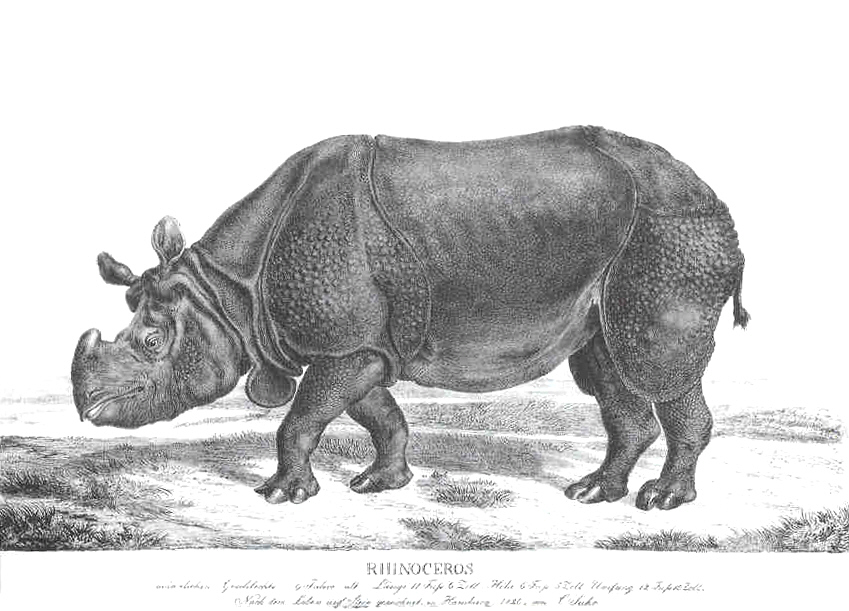
Das Panzernashorn von Tourniaire, 1820

Jacques Tourniaire (* 1772 in Grenoble; † 1829 in Königsberg) war ein französischer Kunstreiter, Tierhändler, Prinzipal eines Zirkus und Besitzer einer Wandermenagerie. In Russland wurde er zum Ehrenstallmeister ernannt.

## Leben
Jacques Tourniaire entstammte einer Komödiantenfamilie und wurde um 1800 als Kunstreiter bekannt; bereits als 15-Jähriger trat er in Paris bei Philip Astley und später bei Antonio Franconi auf. 1801 gründete er eine eigene Compagnie als Kunstreiter, der auch Akrobaten, Puppenspieler und Pantomimen angehörten und die er gemeinsam mit seiner Frau Philippine betrieb. Madame Tourniaire, geborene Rödiger (1780–1850), kam aus einer Familie erfolgreicher Tierhändler und war ebenfalls eine Kunstreiterin. 1816 ergänzten die Tourniaires ihre Compagnie, mit der sie auch durch Deutschland gereist waren, durch eine königlich privilegierte Wandermenagerie, deren wertvollen Tierbestand Jacques Tourniaire in London zusammengestellt hatte. Auf Reisen durch Holland, Belgien und Frankreich betrieb Madame Tourniaire die Tierschau allein; in einigen Orten traten beide Unternehmen auch gleichzeitig auf.
Ein Anschlagzettel von 1817 nennt insgesamt 35 Tiere, darunter auch ein Weißschwanzgnu, das als „gehörntes Pferd oder Gnu“ geführt wird. Zum Tierbestand gehörten zudem ein dressierter Hirsch, und später auch ein Panzernashorn und ein Elefant, den Tourniaire im Zuge der Auflösung der fürstlichen Menagerie in Stuttgart erworben hatte. Madame Tourniaire verkaufte die Sammlung 1824 in Brüssel, behielt aber das Nashorn und den Elefanten und ging weiterhin mit diesen beiden Tiere auf Tournee; in den folgenden Jahren vergrößerte sie ihren Tierbestand erneut.
Unterdessen gastierte Jacques Tourniaire mit großem Erfolg einige Jahre lang mit seiner Reitertruppe in Russland; Zar Nikolaus I. ehrte ihn mit der Ernennung zum Stallmeister. 1827 erwarb er für 30.000 Rubel Anteile an einem geplanten festen Zirkusbau in St. Petersburg mit dem Ziel, sich einen festen Ort für seine Auftritte zu sichern. Das Hofamt entschied indes anders, kaufte Tourniaires Beteiligung 1828 auf und richtete in dem Bau ein neues Theater ein.
Von den sechs Kindern der Tourniaires blieben die vier Söhne dem fahrenden Schaustellergewerbe treu. Zwei Söhne gründeten einen Zirkus, mit dem sie nach England und Amerika gingen; die anderen beiden Söhne schlossen sich als Kunstreiter einer Compagnie an und übernahmen 1835 den Elefanten und das Nashorn ihrer Mutter. Eine Tochter heiratete den Direktor des Zoos in Kopenhagen und die andere einen Adligen.